# Japans rugbyteam (mannen)

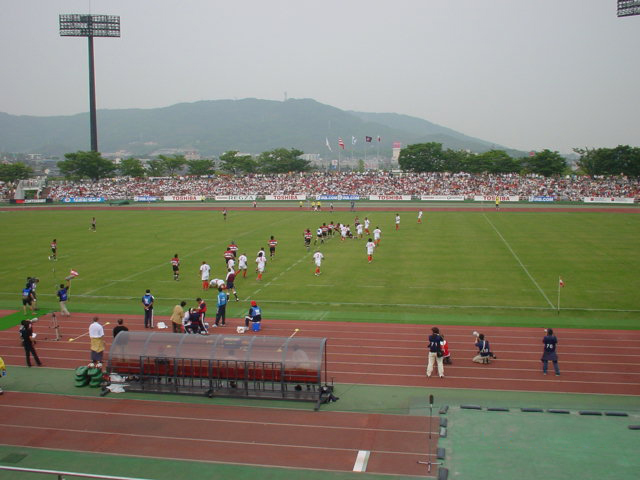
Een rugbywedstrijd tussen Japan en Tonga.

Het Japans rugbyteam is een team van rugbyers dat Japan vertegenwoordigt in internationale wedstrijden.

## Geschiedenis
Britse zeelieden introduceerden rugby al in eind 19e eeuw. De eerste interland werd gespeeld in 1932, toen een handelsdelegatie uit Canada ook een rugbyteam meenam. Deze wedstrijd wonnen ze met 9-8. De sport werd populairder en doorheen de jaren groeide Japan uit tot het beste rugbyland van Azië.
Het wereldkampioenschap rugby 2019 werd door Japan georganiseerd. Door vier overwinningen in de groepsfase werd Japan groepswinnaar en plaatste het zich voor de kwartfinale, in de kwartfinale werd er van Zuid-Afrika verloren. Het was de eerste keer dat Japan door de groepsfase wist te geraken.

## Wereldkampioenschappen
- WK 1987: eerste ronde (geen overwinningen)
- WK 1991: eerste ronde (één overwinning)
- WK 1995: eerste ronde (geen overwinningen)
- WK 1999: eerste ronde (geen overwinningen)
- WK 2003: eerste ronde (geen overwinningen)
- WK 2007: eerste ronde (geen overwinningen)
- WK 2011: eerste ronde (geen overwinning)
- WK 2015: eerste ronde (drie overwinningen)
- WK 2019: kwartfinale